# Palacio de Dunfermline

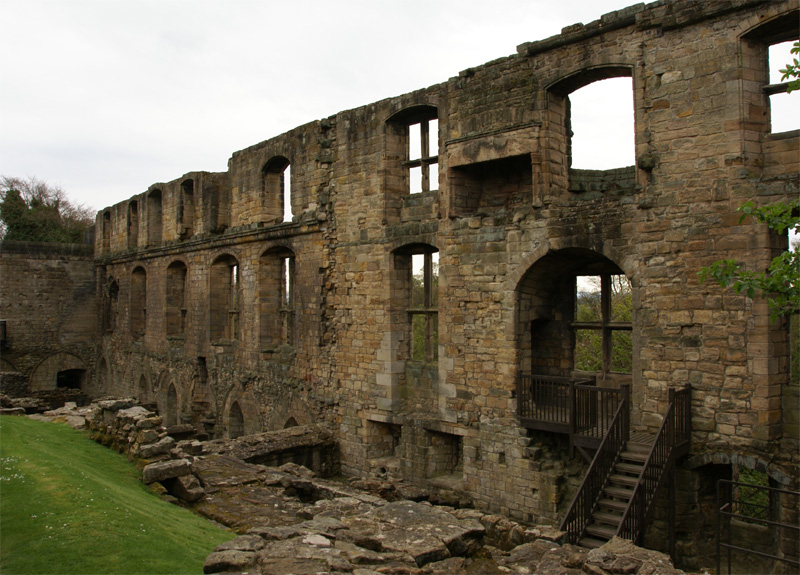
Ruinas del palacio vistas desde el noroeste.

El palacio de Dunfermline (en inglés: Dunfermline Palace) es un antiguo palacio real de Escocia, actualmente en ruinas, localizado en Dunfermline, en la región de Fife. Fue construido junto al hospitium de la abadía de Dunfermline, ocupando una posición pintoresca próxima al desfiladero.
Dunfermline era una de las residencias favoritas de los monarcas escoceses. La historia documentada de las residencias reales en este lugar comienza en el siglo XI con Malcolm III, que hizo de aquella localidad su capital. Su sede era la vecina Torre de Malcolm, unos metros al oeste del futuro palacio. En el periodo medieval, los futuros monarcas David II (1324) y Jacobo I (1394) nacerían en este palacio
El palacio es gestionado por Historic Scotland (Escocia Histórica), así como la vecina abadía de Dunfermline.

## Historia

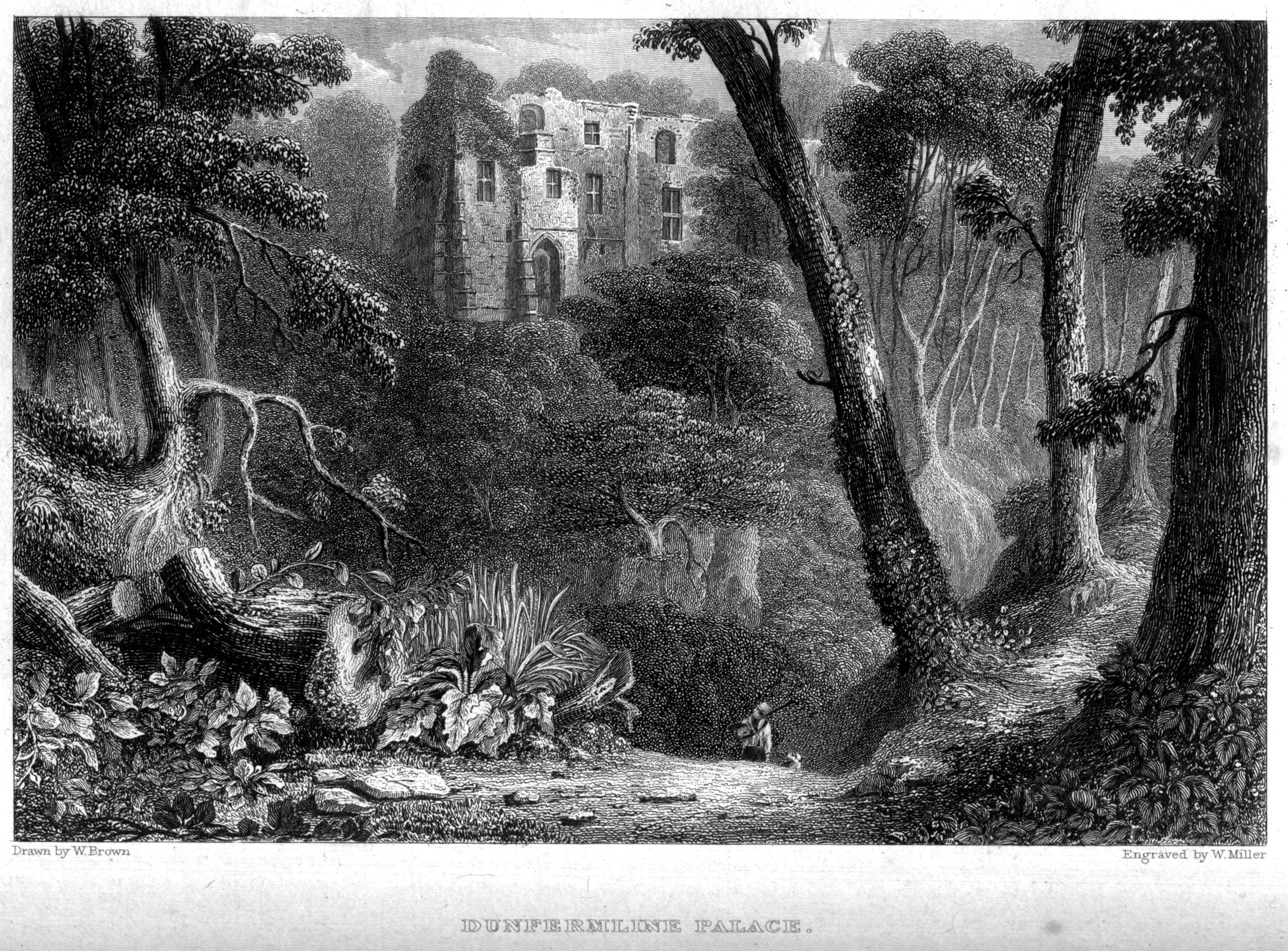
El palacio en un grabado de William Miller

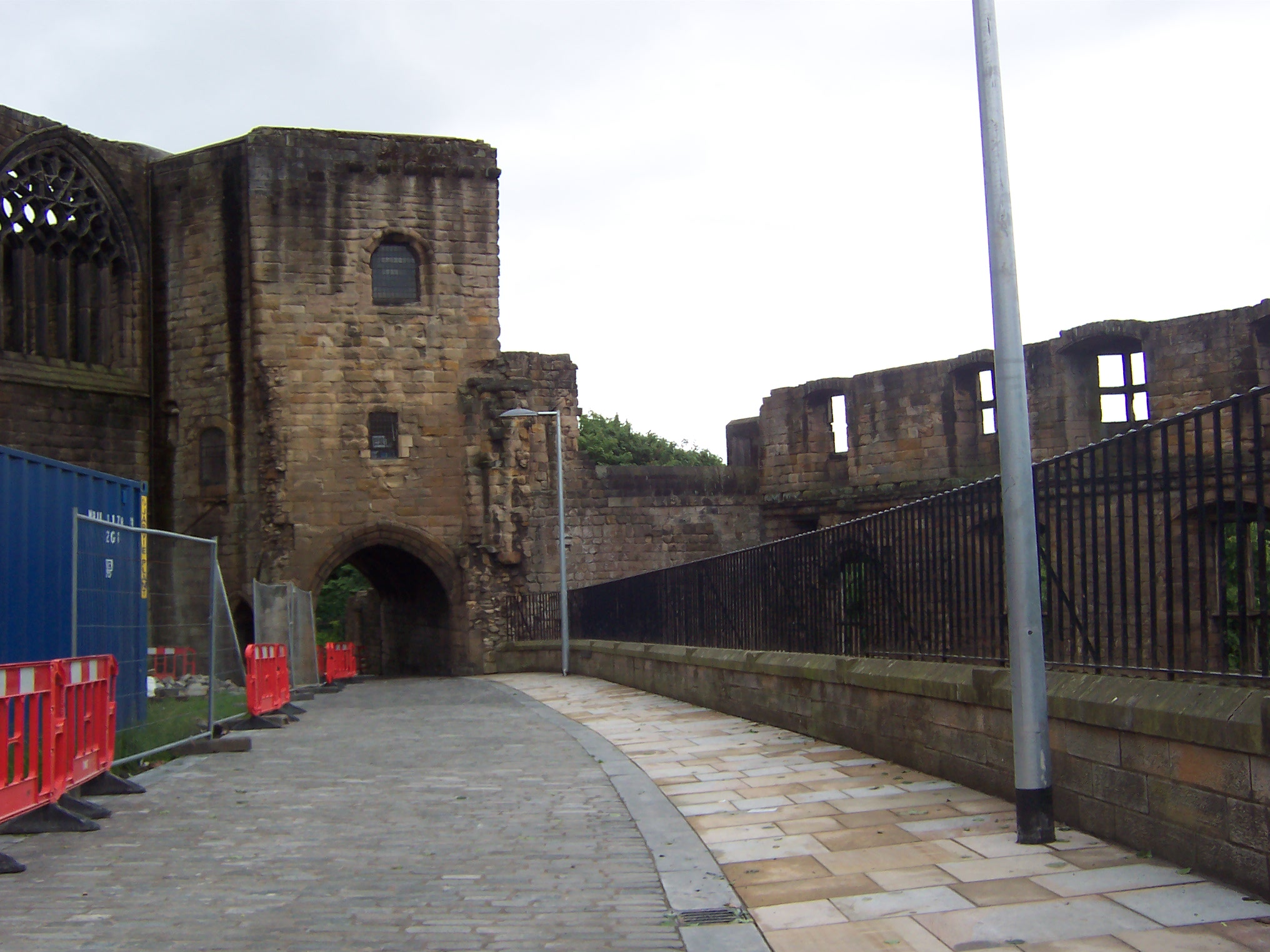
Aspecto actual de las ruinas del palacio.

El palacio está conectado a la histórica abadía de Dunfermline, ocupando el espacio entre la abadía y el profundo desfiladero a sur. Está conectado con la antigua zona residenciales monástica por una puerta sobre un pasaje (pend o yett), uno de los portones medievales de Dunfermline. De esta forma, el edificio ocupa lo que fue la original casa de huéspedes de la abadía.
La abadía de Dunfermline se construyó en el siglo XII por iniciativa de David I, el cual ya utilizó el hospedaje en la abadía. El hospitium (casa de huéspedes) fue probablemente construido en la misma fecha que el refectorio, en el inicio del siglo XIV. Los monarcas posteriores hicieron algunas modificaciones; tal como hizo Jacobo V en la década de 1530, al colocar sus armas y las de su esposa, María de Guisa.

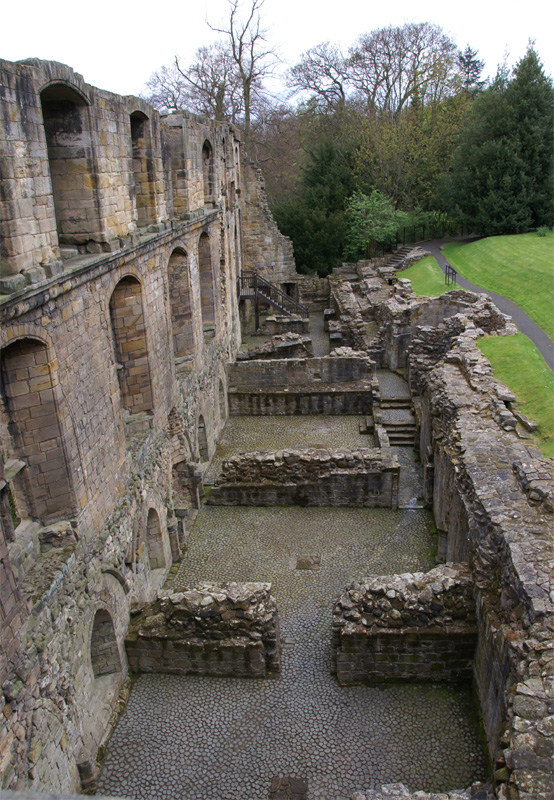
Vista desde la portada al este.

El palacio fue reconstruido por Jacobo IV de Escocia en 1500, pasando a ser una de las residencias favoritas de los monarcas escoceses. Sin embargo, sólo a partir de la reforma efectuada en 1560 puede considerarse que la casa de huéspedas de la abadía fuera convertida en un verdadero palacio. Jacobo IV, Jacobo V, María y Jacobo VI pasaron, todos ellos, mucho de su tiempo allí.
El palacio fue entregado como regalo de boda por Jacobo VI a Ana de Dinamarca tras su enlace, en 1589. Ana encargó al maestro de obras William Schaw la reforma del edificio. Este fue responsable de la instalación de ventanas rectangulares en el primer piso, siendo la parte occidental casi totalmente reconstruida. El ala oeste del monnasterio se conectó con el palacio. En la parte occidental de la iglesia monástica se construyó la Queen's House (Casa de la Reina), un edificio con dos salones y un comedor, que fue demolida en 1797. Antes de la Unión de las Coronas, en 1603, la reina permaneció frecuentemente en el palacio, donde dio a la luz a tres de sus hijos: Isabel Estuardo (1596), Carlos I de Inglaterra (1600) y Roberto, Duque de Kintyre (1602). Previamente, ya David II (1324) y Jaime I de Escocia (1394) habían nacido en Dunfermline.
En 1603, Jacobo VI de Escocia llegó al poder, convirtiéndose también en Jacobo I de Inglaterra, y trasladó la sede de su corte a Londres.
Tras la coronación escocesa de Carlos I, en 1633, este soberano hizo pocas visitas a su lugar de nacimiento. El último monarca en ocupar el palacio fue Carlos II de Inglaterra, el cual estuvo en Dunfermline antes de la batalla de Pitreavie, en 1650. El edificio fue abandonado poco después, y destejado en 1708.

## Estructura

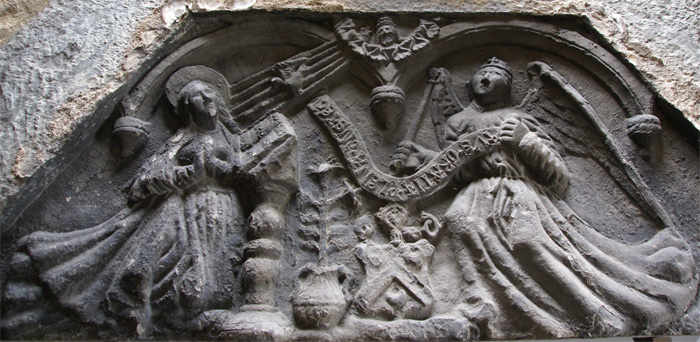
La Anunciación.

El hospitium de la abadía de Dunfermline quedaba en el lado suroeste de los terrenos de la abadía y estaba conectado con el ala sur del palacio a través de un pasaje. Quedaban en esta ala las cocinas, los alojamientos de los criados y el refectorio de los monjes, así como la casa de huéspedes. Más tarde, el hospitium fue transformado en un verdadero palacio. Inicialmente, esta estructura era un edificio de dos pisos, cuyo piso inferior servía como espacio de almacenamiento. A finales del siglo XVI, el edificio tenía tres pisos. En el inicio del siglo XXI, todo lo que aun queda en pie es la pared sur y la cocina.
En las decoraciones de piedra, entre otras cosas, sobrevivió una Anunciación, en la cual está representado el Arcángel Gabriel anunciando el nacimiento de Jesús a la Virgen María. Esta piedra decoraba una ventana y está expuesta en el museo del palacio.